# Robot Unicorn Attack
Robot Unicorn Attack – gra online w technologii Adobe Flash wydana 2 lutego 2010 na stronie internetowej Adult Swim. Soundtrack do gry to utwór „Always” grupy Erasure. Później gra została wydana na  iOS, a następnie na system Android.

## Popularność
Robot Unicorn Attack jest jedną z najpopularniejszych gier na stronie Adult Swim, osiągając ponad milion wyświetleń w ciągu tygodnia od premiery.